# Ponte Pitoresca
A Ponte Pitoresca (em russo: Живописный Мост, literalmente: Ponte Pitoresca) é uma ponte estaiada sobre o rio Moscou no noroeste de Moscou, na Rússia. É a primeira ponte estaiada de Moscou. Foi inaugurada em 27 de dezembro de 2007 como parte da avenida Krasnopresnensky. A ponte é também a mais alta ponte estaiada da Europa.

## Design e estrutura
É uma das poucas pontes do mundo em que a estrutura segue ao longo do rio, e não sobre ele (veja a ilustração). Assim, a ponte e rodovia que a transporta contorna o Parque da Ilha Serebryany, que é protegido.
O comprimento total da ponte que tem uma forma de S excede 1,5 quilômetro, incluindo 409,5 metros de comprimento, 47 metros de largura, 30 metros acima e ao longo da linha central do rio Moskva. O pilão principal é um arco de 105 metros de altura atravessando o rio, estabilizando o peso da estrutura através de 78 cabos.
Sob a parte superior do arco, há uma estrutura que parece um disco, onde o projeto inicial pretendida abrigar um restaurante. O projeto do restaurante foi abandonado devido às preocupações da segurança de fogo e à falta do investimento.